# Giorgio Amitrano
Giorgio Amitrano (Jesi, 31 ottobre 1957) è uno iamatologo e traduttore italiano, esperto di lingua e letteratura giapponese.

## Biografia
Laureatosi presso l'Istituto Universitario Orientale di Napoli, è attualmente professore ordinario di Letteratura giapponese e di Lingua e cultura del Giappone presso il Dipartimento Asia, Africa e Mediterraneo dello stesso ateneo, nel quale è stato preside della Facoltà di Scienze Politiche. Nel 2012 è stato nominato dal Ministero degli Affari Esteri direttore dell'Istituto italiano di cultura di Tokyo.
È traduttore in italiano delle opere di Banana Yoshimoto e Haruki Murakami; ha anche tradotto romanzi di Yasunari Kawabata e Yasushi Inoue. Per il suo lavoro, ha vinto il Premio Alcantara nel 1999, il Premio Internazionale Noma nel 2001,  il Premio Grinzane Cavour nel 2008 e il Premio speciale della giuria del Premio Monselice per la traduzione letteraria e scientifica nel 2012, tutti per la traduzione. Nel 2020 è stato insignito dell'onorificenza giapponese Ordine del Sol Levante.
È vice direttore della rivista Poetica, mentre dal 2004 scrive per il mensile di arte figurativa e letteratura Paragone. È collaboratore sulle principali testate culturali italiane: Corriere della Sera, la Repubblica, il manifesto, Alias, L'indice dei libri del mese e Nuovi argomenti.
Come autore, ha pubblicato a cura della Italian School of East Asian Studies il volume The New Japanese Novel: Popular Culture and Literary Tradition in the Work of Murakami Haruki and Yoshimoto Banana (1996) e per l'editore Feltrinelli Il mondo di Banana Yoshimoto (1999; edizione ampliata 2007). Sempre nel 2007, ha curato l'introduzione al libro I miei cani dell'artista Giosetta Fioroni. Nel 2018 ha pubblicato, per DeA Planeta Libri, Iro Iro: Il Giappone tra Pop e Sublime, un racconto del Giappone odierno tra tradizione e modernità.

## Opere

### Traduzioni
Un elenco non esaustivo delle opere tradotte dal giapponese da Giorgio Amitrano:
- Atsushi Nakajima
  - Cronaca della luna sul monte e altri racconti, Marsilio Editori, 1989
- Banana Yoshimoto
  - Kitchen, Feltrinelli, 1991
  - N.P., Feltrinelli, 1993
  - Sonno profondo, Feltrinelli, 1994
  - Lucertola, Feltrinelli, 1995
  - Amrita, Feltrinelli, 1997
  - Honeymoon, Feltrinelli, 1999
  - H.H., Feltrinelli, 2001
  - Presagio triste, Feltrinelli, 2003
  - Il corpo sa tutto, Feltrinelli, 2004
  - Ricordi di un vicolo cieco, Feltrinelli, 2006
  - Chie-chan e io, Feltrinelli, 2008
  - A proposito di lei, Feltrinelli, Milano 2013,
- Haruki Murakami
  - Norwegian Wood uscito con il titolo Tokyo Blues, Feltrinelli, 1993
  - Dance Dance Dance, Einaudi, 1998
  - La ragazza dello sputnik, Einaudi, 2001
  - Tutti i figli di Dio danzano, Einaudi, 2005
  - Norwegian Wood, Einaudi, 2006 (nuova edizione di Tokyo Blues)
  - Kafka sulla spiaggia, Einaudi, 2008
  - 1Q84, Einaudi, 2011
  - Ranocchio salva Tōkyō, illustrato da Lorenzo Ceccotti, Einaudi, Torino 2017.
- Kenji Miyazawa
  - Una notte sul treno della Via Lattea e altri racconti, Marsilio Editori, 1994
- Murasaki Shikibu
  - Storia di Genji il principe splendente, Einaudi, Torino 1992
- Yasunari Kawabata,
  - Prima neve sul Fuji, Arnoldo Mondadori Editore, 2000
  - Il paese delle nevi, Mondadori, 2003
  - La danzatrice di Izu, traduzione di Gala Maria Follaco e Giorgio Amitrano, Adelphi, Milano 2017. (contiene anche Esistenza e scoperta della bellezza dello stesso autore)
  - Romanzi e racconti, A. Mondadori, Milano 2003
- Yasushi Inoue
  - Il fucile da caccia, Adelphi, 2004
  - Amore, Adelphi, 2006
- Yukio Mishima
  - Vita in vendita, Feltrinelli, 2024

### Saggi
- The New Japanese Novel: Popular Culture and Literary Tradition in the Work of Murakami Haruki and Yoshimoto Banana, Italian School of East Asian Studies, 1996
- Il mondo di Banana Yoshimoto, Feltrinelli, 1999 (nuova edizione nel 2007)
- "Yama no oto" Kowareyuku kazoku (「山の音」こわれゆく家族?), Misuzu shobo, 2007
- Iro Iro: Il Giappone tra pop e sublime, DeA Planeta Libri, 2018

## Filmografia
- Amitrano appare in un breve cameo, in cui interpreta una guida turistica, nell'episodio La Salita (Martone) del film I vesuviani (1997) di Martone, Corsicato, Capuano, Incerti, Capuano, De Lillo.